# Marianne Katoppo
Henriette Marianne Katoppo (Tomohon, 9 juni 1943 - Bogor, 12 oktober 2007) was een Indonesische romanschrijfster en internationaal bekend Aziatische feministische theologe. Ze won de S.E.A. Write Award in 1982.

## Levensloop
Katoppo werd geboren op 9 juni 1943 in Tomohon, Noord-Sulawesi, en studeerde theologie vanaf 1963 aan het Sekolah Tinggi Teologi.
Katoppo schreef vijf romans: Raumanen (1977), Anggrek Tak Pernah Berdusta (The Orchid Never Lies, 1977), Terbangnya Punai (The Green Pigeon Flies Away, 1978), Rumah di Atas Jembatan (The House on the Bridge, 1981), Dunia Tak Bermusim (A World with No Season, 1984). Daarnaast vertaalde zij Knut Hamsun, Nawal El Saadawi, en Elie Wiesel naar het Indonesisch.
In 1979 sprak Katoppo over "Asian Theology: An Asian Woman's Perspective" op de eerste Aziatische Theologische Conferentie in Sri Lanka. Ze was lid van de Oecumenische Vereniging van Derde Wereld Theologen (EATWOT), en maakte deel uit van het uitvoerend comité van de Indonesische Nationale Raad van Kerken (BGA). Ze werd beschreven als "onafhankelijk, openhartig en vertrouwd in een tiental Aziatische en Europese talen".
Katoppo stierf in Bogor op 12 oktober 2007.

## Overige werken
Katoppo's roman Raumanen, gepubliceerd in 1977, won de eerste prijs op de Jakarta Arts Council Novel Competition in 1975. In 1982 won zij de S.E.A. Write Award.
Haar boek Compassionate and Free. An Asian Woman's Theology werd in 1980 uitgegeven door Orbis en vertaald in het Nederlands en Duits. Het was een van de eerste boeken waarin een Aziatische feministische theologie werd gepresenteerd die Aziatische mythen en verhalen gebruikte, en die een beeld van God als moeder ondersteunt.
Katoppo gebruikte zelf niet de term 'feministische theologie' voor haar eigen werk omdat zij deze term 'te beladen' vond. Susan Evangelista van de Ateneo de Manila University vatte Katoppo's perspectief van de maagd Maria samen als de kern van "vrouwentheologie". Volgens Evangelista zag Katoppo Maria niet alleen in de rol van de maagdelijke moeder van Jezus, maar als een volledig complete vrouw die, hoewel gehoorzaam aan God, dient als de perfecte balans voor mannen.

## Publicaties
- Katoppo, Marianne. Anggrek Tak Pernah Berdusta. Gaya Favorit Press, Jakarta (1977).
- Katoppo, Marianne. Raumanen. Gaya Favorit Press, Jakarta (1977).
- Katoppo, Marianne. Terbangnya Punai. Pustaka Harapan, Jakarta (1978).
- Katoppo, Marianne. Compassionate and Free: An Asian Woman's Theology. Orbis Books, Maryknoll, NY (1980). ISBN 978-0-88344-085-8.
- Katoppo, Marianne. Rumah di Atas Jembatan, (1981).
- Katoppo, Marianne. Dunia Tak Bermusim. Sinar Harapan, Jakarta (1984).